# Metropolia Garoua
Metropolia Garoua − jedna z 5 metropolii obrządku łacińskiego w kameruńskim Kościele katolickim ustanowiona 18 marca 1982 roku.

## Diecezje wchodzące w skład metropolii
1. Archidiecezja Garoua
2. Diecezja Maroua-Mokolo
3. Diecezja Ngaoundéré
4. Diecezja Yagoua

## Biskupi metropolii
- Metropolita: Ks. Abp Antoine Ntalou (od 1992) (Garoua)
- Sufragan: Ks. Bp Bruno Ateba Edo (od 2014) (Maroua-Mokolo)
- Sufragan: Wakat (od 6 stycznia 2015) (Ngaoundéré)
- Sufragan: Ks. Bp Barthélemy Yaouda (od 2008) (Yagoua)